# 고원준 (정치인)
고원준(高源駿, 1943년 8월 18일 ~ 2013년 3월 5일)은 대한민국 경제인, 정치인으로, 제5공화국에서 제11대 국회의원을 역임했다.
2003년부터 정선카지노에서 고리의 도박자금을 빌렸다가 채권자들의 독촉을 받자 당시 자신이 사장으로 있던 ㈜한주의 자금 40억여원과 울산상공회의소 자금 39억여원 등을 횡령한 혐의 등으로 2004년 8월 구속기소됐다. 2004년에 재판 받던 중에 병보석으로 풀려나서 불구속 상태로 재판을 받다가 1심 선고를 앞두고 같은 해 12월 4일에 일본으로 도주했다. 그는 6년여의 도피 끝에 2010년 4월에 자진입국하여 재구속 되었으며, 횡령 혐의로 징역 6년에 추징금 10억원을 선고받은 그는 2011년말에 병보석으로 구속집행이 정지되었다.

## 학력
- 울산국민학교
- 경남중학교
- 경복고등학교
- 중앙대학교 졸업
- 서울대학교 경영대학원 수료

## 약력
- 한국 JㆍC 부회장
- 민정당 과학기술 분과 위원장
- 대한 씨름협회 회장
- (주)한주 대표이사 사장
- 울산 석유화학 공업단지협의회 회장
- 울산 상공회의소 회장(1997년~, 12~14대)
- 대한 상공회의소 부회장, 회장
- 2002월드컵 문화시민운동 울산협의회 회장
- 울산 인터넷데이터센터 이사장

## 역대 선거 결과
|  | 26.54% |

|  | 21.21% |